# Ellen Tegner
Ellen Astrid Alice Tegner, född Braunstein 19 december 1878 i Köpenhamn, död 15 maj 1957, var en dansk dansare och skådespelare.
Tegner var dotter till musikläraren och kapellmästaren för Tivolis blåsorkester Frederik Theodor Braunstein. Hon var gift med grosshandlare Hans Tegner. Ellen Tegner kom som sexåring in på Det Kongelige Teaters balettskola 1884. Hon debuterade 1899 i rollen som Rosita i August Bournonvilles Fjernt fra Danmark. Hon var solodansare tills hon lämnade teater 1914. Hon medverkade också i sex av Skandinavisk-Russisk Handelshus' stumfilmer mellan 1912 och 1914, där hon uppträdde i roller som krävde en dansare.

## Filmografi
- 1911 – Dæmonen
- 1912 – Pigen fra det mørke København
- 1913 – Krigskorrespondenter
- 1913 – De Dødes Ø
- 1914 – En rædsom nat
- 1914 – Arveprinsen